# Lama (ort i Spanien, Galicien, Provincia de Pontevedra, lat 42,40, long -8,43)
Lama är en ort i Spanien.   Den ligger i provinsen Provincia de Pontevedra och regionen Galicien, i den nordvästra delen av landet, 400 km nordväst om huvudstaden Madrid. Lama ligger 493 meter över havet och antalet invånare är 2 864.
Terrängen runt Lama är kuperad, och sluttar västerut. Runt Lama är det ganska glesbefolkat, med 24 invånare per kvadratkilometer. Närmaste större samhälle är Pontevedra, 17,6 km väster om Lama. Omgivningarna runt Lama är en mosaik av jordbruksmark och naturlig växtlighet.